# Jürgen Huck
Jürgen Huck (* 9. Dezember 1927 in Stadtoldendorf; † 5. August 2021 in Köln) war ein deutscher Archivar und Historiker. Er war Leiter des Neusser Stadtarchivs.

## Leben
Huck besuchte die Schule in Hildesheim und begann seine Laufbahn im Archivdienst beim Hauptstaatsarchiv in Hannover. Er war anschließend im Bundesarchiv in Koblenz, wo er sich unter anderem mit der deutschen Eisen- und Stahlindustrie beschäftigte. In Marburg absolvierte er das erste Staatsexamen, das zweite Archivarsexamen im Bundesarchiv zu Koblenz. Anschließend baute er in der damals selbständigen Stadt Porz am Rhein ab 1960 das Stadtarchiv auf.
1977 trat er in Neuss die Nachfolge von Joseph Lange als Neusser Stadtarchivar an. Den Rhein-Kreis Neuss kannte er bereits zuvor. Er hatte als Dozent für Kommunale Archivpflege beim Landschaftsverband Rheinland gearbeitet. Den Posten des Stadtarchivars bekleidete er bis zu seiner Pensionierung 1989.
Huck lebte bis zu seinem Tod in Köln-Grengel.

## Ehrungen
- 1984: gewähltes Mitglied der Gesellschaft für Rhein. Geschichtskunde
- 1989: Ehrenmedaille der Vereinigung der Heimatfreunde Neuss[3]
- 2012: Ehrenspange des Kölner Stadtbezirks Porz
- 2013: Verdienstmedaille des Verdienstordens der Bundesrepublik Deutschland
- 2015: Ehrenring der Stadt Elze[4]

## Werke (Auswahl)
- „Kölner“ Fusswallfahrt von Porz-Urbach nach Walldürn. Bruderschaft vom Kostbaren Blut, Porz-Urbach 1974.
- mit Axel Caprasse: Wasser für Neuss von der Römerzeit bis zur Gegenwart. Zum 100jährigen Bestehen der öffentlichen Wasserversorgung. Stadtwerke, Neuss 1982.
- Neuss-Elvekum. Vom Dorf zum Stadtteil (= Schriftenreihe des Stadtarchivs Neuss. Bd. 8). Stadtarchiv, Neuss 1983.
- Das Ende der Franzosenzeit in Hamburg. Quellen und Studien zur Belagerung und Befreiung von Hamburg 1813–1814 (= Beiträge zur Geschichte Hamburgs. Bd. 24). Kabel, Hamburg 1984.
- Neuss, der Fernhandel und die Hanse (= Schriftenreihe des Stadtarchivs Neuss. Bd. 9). 2 Bände. Stadtarchiv, Neuss 1984/1991.
- Kultur in Neuss 1789–1918 (= Schriftenreihe des Stadtarchivs Neuss. Bd. 19). Stadtarchiv, Neuss 2007.
- Die Bock von Wülfingen. 2 Teile in 3 Bänden. Hahn, Hannover 2011.
- Geschichte der Juden zu Elze. Gerstenberg, Hildesheim 2012.
- Beiträge zur Geschichte der Stadt Elze. Gerstenberg, Hildesheim 2014.